# Leslie Romero
Leslie Romero, de son nom complet Leslie Adriana Romero Pérez, est une grimpeuse de vitesse espagnole née le 18 mars 1998 à San Juan de Los Morros.

## Biographie
Née au Venezuela, Leslie Romero a un père espagnol et une mère vénézuélienne, et possède ainsi la double nationalité. Elle a commencé l'escalade à l'âge de six ans. En 2012, elle est sacrée championne du monde cadette. Elle vit en Espagne depuis 2022 et s'entraîne au centre de haute performance de Sant Cugat del Vallès,, elle intègre alors le circuit de l'IFSC.
Elle obtient la première place de la Coupe continentale d'Innsbruck en 2022 et 2023 et à la Coupe d'Europe de Žilina en 2023. Elle remporte l'argent de la Coupe d'Europe de Mezzolombardo en 2023 et le bronze de la Coupe d'Europe de Liébana en 2023. Elle remporte la Coupe d'Europe d'escalade en 2023.
Elle participe aux Jeux olympiques pour la première fois à Paris, en 2024, en terminant huitième de l'épreuve de vitesse. La chute de Rajiah Sallsabillah lors des duels de qualification lui permet de se qualifier pour les quarts de finale. Elle y est éliminée par la Polonaise Aleksandra Mirosław, championne olympique en titre.

## Palmarès
- Championnats panaméricains d'escalade
  -  Médaille de bronze à Guayaquil en 2018